# غبيراء بادنية
الغبيراء البادنية (باللاتينية: Sorbus badensis) نوع نباتي شجري يتبع جنس الغبيراء من الفصيلة الوردية.
سميت نسبة إلى ولاية بادن في ألمانيا حيث تنتشر.